# Duarte Fernandes
Duarte Fernandes (XV secolo – XVI secolo) è stato un diplomatico ed esploratore portoghese. Fu il primo europeo a entrare nel regno del Siam, quando nel 1511 guidò la missione diplomatica portoghese nella capitale siamese Ayutthaya, poco dopo che i portoghesi avevano conquistato il sultanato di Malacca.

## Biografia
Lasciò il lavoro in una sartoria e nel settembre 1509 si imbarcò e prese parte alla prima spedizione portoghese nel sultanato di Malacca guidata da Diogo Lopes de Sequeira, Fu la prima volta che degli europei entravano nel Sud-est asiatico. Fernandes fu tra i 19 marinai arrestati con l'accusa di aver ordito un complotto per costringere Sequeira a tornare in patria, ma fu presto liberato. Assieme a Rui de Araújo approfondì la conoscenza della cultura locale e divenne un inviato di Afonso de Albuquerque.
Nel 1511 i portoghesi conquistarono Malacca, che da lungo tempo era considerata dai Siamesi parte del proprio regno. Con l'avvento dell'islam e la costituzione del sultanato all'inizio del XV secolo, Ayutthaya aveva visto in pericolo la propria supremazia e quella del buddhismo sulla regione e aveva condotto diverse logoranti e costose campagne contro i sultani, senza riuscire a piegarne la resistenza. Si ipotizza quindi che la corte siamese avesse accolto con sollievo la notizia della conquista portoghese. Albuquerque fu messo al corrente di questi fatti e inviò una missione diplomatica guidata da Fernandes alla corte del re di Ayutthaya Ramathibodi II. Fernandes fu così il primo europeo a entrare in Siam, dove riuscì a instaurare cordiali relazioni diplomatiche tra il regno del Portogallo e quello di Ayutthaya. Al ritorno a Malacca fu accompagnato da un dignitario siamese e portò con sé regali e una missiva per il re del Portogallo Manuele I.
I regali e la lettera non sarebbero mai arrivati in Europa, poiché la nave che li stava portando affondò durante una tempesta al largo di Sumatra con tesori che erano parte del bottino di guerra portoghese a Malacca. Cinque anni dopo l'ambasciata di Duarte, fu firmato un trattato che consentì ai portoghesi di commerciare liberamente nel regno siamese.
Durante la sua permanenza a Malacca, Fernandes divenne il primo europeo a interessarsi alla costruzione di imbarcazioni cinesi, dopo che aveva navigato in una giunca cinese al suo ritorno a Malacca. In particolare, avendo esercitato la professione di sarto, era affascinato dalle vele delle giunche.